# Friedrich List (Jurist)
Friedrich Wilhelm Ludwig Oskar List (* 1. August 1887 in Straßburg; † 7. August 1965 in Darmstadt) war ein deutscher Jurist und Bibliothekar. Er war Inhaber des vermutlich ersten deutschen Lehrstuhls für Technikrecht.

## Leben
List studierte von 1906 bis 1910 Rechtswissenschaft in Straßburg bei Paul Laband und Otto Mayer, wo er 1911 promovierte. 1918 kam er als Bibliothekar nach Gießen an die dortige Universität. 1924 wechselte er als Bibliotheksvorstand an die Bibliothek der Technischen Hochschule Darmstadt. Diese Funktion hatte er formal bis 1941 inne.
In Darmstadt habilitierte sich List 1926 zum Bibliotheksrecht und wurde Privatdozent für Bibliothekswissenschaft und -recht an der TH und später auch Direktor des dortigen Postinstituts. Nach einer ersten Umwidmung seiner venia legendi auf Verwaltungsrecht 1928, wurde er 1931 zum außerplanmäßigen außerordentlichen Professor für Verwaltungsrecht und Recht der Technik berufen. Die Bibliothek leitete er nunmehr nebenamtlich. Nach einer weiteren Umhabilitation 1933 auf „Öffentliches Recht und Recht der Technik“ erhielt er zum 1. April 1934 eine für ihn geschaffene planmäßige Professur und wurde im Mai 1943 Ordinarius.
Während der Weimarer Republik hatte List der DDP angehört. Zum 1. Mai 1933 trat er der NSDAP bei (Mitgliedsnummer 2.230.556). Er war Pressewart seiner NSDAP-Ortsgruppe, Vertrauensmann im SD, Mitglied diverser weiterer nationalsozialistischer Verbände und 1940 Ratsherr der Stadt Darmstadt. Von 1942 bis 1944 war er Dekan der Fakultät für Kultur- und Staatswissenschaften. Von 1941 bis 1943 diente er dem NS-Regime als Dozentenbundführer, 1943/44 auch Leiter der Dozentenschaft.
List wurde nach dem Zweiten Weltkrieg von der Amerikanischen Militärregierung interniert. Da er erst im Dezember 1945 den Entnazifizierungsfragebogen abgegeben hatte, wurde er im Februar 1946 aus „politischen Gründen“ aus dem Landesdienst entlassen und auch später nicht mehr eingestellt. In seinem Entnazifizierungsverfahren wurde er 1948 zunächst in Gruppe III eingestuft, 1949 schließlich in Gruppe IV entnazifiziert.
Nach dem Zweiten Weltkrieg arbeitete Friedrich List als Jurist bei der Deutschen Bundespost in Darmstadt. Er war Mitglied der Darmstädter Freimaurerloge Zum flammenden Schwert die der Großen Landesloge der Freimaurer von Deutschland angehört.